# 襄阳县
襄阳县，湖北省旧县名。因县治位于襄水之阳而得名，始建于西汉初年，2001年撤销，设襄阳区。

## 沿革
新莽时襄阳曾一度改称“相阳”，东汉复名襄阳。汉属荆州刺史部南郡，建安十三年（208年）属襄阳郡。东晋太元十四年（389年）以襄阳为中心侨置雍州，其后或属襄阳郡，或属襄州。
宋属襄陽府，元属襄阳路。元末，朱元璋政权改襄阳路为襄阳府，终明一朝，襄阳县为襄阳府治所。清朝初年，沿袭明制，为襄阳府治所所在，考评：冲，繁，难。同知、县丞驻樊城。县衙设吕堰、双沟巡检司。有汉江驿、吕堰驿（在今古驿镇）。
民国初年，直属襄阳道，民国十六年（1927年），废道，直隶于湖北省。民国十七年（1928年）属鄂北行政公署，民国21年属第八行政督察区，民国廿五年改属第五行政督察区。1948年7月，襄樊战役，解放军攻占襄阳县，随后放弃。同年冬，国军王凌云部自南阳南下，驻守襄阳。1949年1月，淮海战役结束后，王凌云部弃守襄阳。襄阳“第二次解放”。同年2月，属湖北省襄阳专区。中华人民共和国建国，仍属襄阳专区，1968年8月，襄阳专区改称襄阳地区。1983年10月，属襄樊市（襄阳市）。
2001年8月31日，中国国务院批复湖北省，同意撤销襄阳县，设立襄樊市襄阳区。管辖原襄阳县的张湾镇、东津镇、双沟镇、张家集镇、峪山镇、黄龙镇、程河镇、朱集镇、古驿镇、伙牌镇、黄集镇、石桥镇、龙王镇和樊城区的米庄镇。区人民政府驻张湾镇。牛首镇、太平店镇划归樊城区管辖，欧庙镇、泥咀镇划归襄城区。2010年12月2日，襄樊市正式更名为襄阳市。同时，其下辖的襄阳区更名为襄州区。